# كورنيليس جوهانس فان هوتن
كورنيليس يوهانس فان هوتن (بالإنجليزية: Cornelis Johannes van Houten)‏ (18 فبراير 1920 - 24 أغسطس 2002) هو عالم فلك هولندي، يُشار إليه أحيانًا باسم كيس فان هوتن Kees van Houten.

## النشأة والتعليم
ولد هوتن في لاهاي بهولندا، وقضى حياته المهنية كلها في جامعة ليدن باستثناء فترة وجيزة (1954-1956) حيث عمل مساعد باحث في مرصد يركيس. حصل على شهادته الجامعية عام 1940، لكن بسبب الحرب العالمية الثانية توقفت دراسته ولم يحصل على درجة الدكتوراه. حتى عام 1961 (القياس الضوئي على سطح السدم خارج المجرة).

## العائلة
تزوج هوتن من زميلته عالمة الفلك إنغريد جرونفيلد (التي أصبحت إنغريد فان هوتين-جرونفيلد) وأصبحا معًا مهتمين بالكويكبات. كان لديهم ابنًا واحدًا اسمه كاريل.

## أعماله الفلكية
كون هوتن فريق عمل ثلاثي مشترك مع توم جيريلز وإنغريد، كان مكتشفًا غزير الإنتاج للغاية لعدة آلاف من الكويكبات. أجرى جيريلز مسحًا للسماء باستخدام تلسكوب شميدت مقاس 48 بوصة في مرصد بالومار وأرسل الألواح إلى فان هوتن في مرصد ليدن، حيث قام بتحليلها بحثًا عن كويكبات جديدة. يُنسب إلى هذا الثلاثي عدة آلاف من الاكتشافات. وعندما يُحدَّد مدار الكويكب، يمكن تصنيفه على أنه كويكب أبولو (على سبيل المثال 1862 أبولو) أو كويكب آمور (مثل 1221 آمور) أو كويكب طروادة (على سبيل المثال 55701 أوكاليغون).
نادرًا ما كانت إحصاءات الكويكبات معروفة حتى الخمسينيات من القرن الماضي، إلى أن قام كلا من سي جيه وإي فان هوتن C. J. and I. van Houten بتكريس حياتهما لمسح يركيس-ماكدونالد واستطلاعات بالومار ليدن. لم يقم آل فان هوتن بمعظم العمل فحسب، بل اهتموا أيضًا بمشاكل التحيز بطريقة نموذجية. "
كما درس هوتن السرعات الشعاعية للنجوم الثنائية القريبة. ولم يتقاعد أبدًا، لكنه ظل نشطًا ونشر مقالات حتى وفاته، عن الكويكبات وثنائيات الكسوف. جرى تسمية كويكب الحزام الرئيسي 1673 فان هوتن تكريما له.

## روابط خارجية
- نعي باللغة الهولندية